# Museo Arqueológico de Serres
El Museo Arqueológico de Serres es un museo de Grecia ubicado en Serres, perteneciente a la región de Macedonia Central. Desde  1970 se encuentra en un edificio que se construyó en el siglo XV.

## Colecciones
El museo contiene una colección de objetos procedentes de los yacimientos arqueológicos de la unidad periférica de Serres que permiten exponer la historia de esta área geográfica entre el neolítico y la época bizantina. 
Al neolítico tardío (5200-4500 a. C.) pertenecen una serie de estatuillas, joyas, herramientas y recipientes del yacimiento de Promajonas.
En épocas posteriores se desarrollaron diversos asentamientos a lo largo del curso del río Estrimón. El museo contiene hallazgos procedentes de muchos de estos lugares: Argilo, Trágilo, Berga, Gazoros, Terpni, Sidirókastro y la antigua Serres, entre otros. Se trata de monedas, relieves, esculturas, figurillas, joyas, jarrones e inscripciones. Del periodo romano son destacables las estelas funerarias con relieves, resoluciones y otros objetos que proporcionan abundante información sobre la vida pública y privada, así como de los contactos comerciales de los habitantes del área. Del periodo bizantino hay iconos de Cristo y la Virgen María, así como mosaicos.
|                    |
| Pieza de cerámica. |

|                                                     |
| Puerta de mármol de una tumba macedónica de Argilo. |

|                        |
| Cristo, del siglo XIV. |